# Reptalus apiculata
Reptalus apiculata är en insektsart som först beskrevs av Franz Xaver Fieber 1876.  Reptalus apiculata ingår i släktet Reptalus och familjen kilstritar.
Artens utbredningsområde är Frankrike. Inga underarter finns listade i Catalogue of Life.